# Changed Lives
Changed Lives è un cortometraggio muto del 1915 scritto e diretto da Otis Turner. Prodotto dalla Universal Gold Seal, il film aveva come interpreti Herbert Rawlinson, Anna Little, Mark Fenton, Laura Oakley, Beatrice Van, William Worthington.

## Trama
Dopo essere stata licenziata, Maggie Cline entra nella Croce Rossa e parte per la guerra. Fa presto amicizia con un'altra infermiera, Clara Grosvenor, che però resta vittima di un bombardamento. Corsa inutilmente in suo aiuto, Maggie raccoglie i pochi averi dell'amica, scoprendo così una sua foto da bambina e delle lettere, tra le quali quella della nonna che vive in Inghilterra, dove quest'ultima le scrive che, non avendola mai conosciuta, è ansiosa di vederla. Quando poi a Maggie consegnano l'ultimo cablogramma indirizzato a Clara, alla ragazza viene l'idea che lei, povera e senza nessuno, potrebbe prendere il posto di Clara. Lo zio di Clara è morto lasciandola erede dei suoi beni: Mary adesso è ricca e vive nella sua nuova casa dopo avere presentato all'avvocato dei Grosvenor le lettere e i documenti appartenuti alla ragazza morta. Riconosciuta ufficialmente, scrive alla nonna, invitandola a venire ad abitare con lei negli Stati Uniti. La signora Grosvenore, che vive sola insieme a una domestica e a James, il maggiordomo, ha sempre affidato completamente la conduzione della casa a quest'ultimo. Pur se James è un buon servitore, ha però il vizio del gioco che l'ha ormai rovinato. Pieno di debiti, un giorno che la padrona gli affida dei gioielli da rimettere in cassaforte, li porta invece al banco dei pegni, sostituendoli poi con dei gioielli falsi. Un giorno la signora Grosvenor riceve la lettera di quella che crede sua nipote, ma si accorge che la grafia della lettera non corrisponde a quella con cui sono scritte le lettere precedenti di Clara. Sospettando qualcosa, decide di vedere ciò che sta succedendo andando a verificare di persona.

Nel frattempo, Maggie e John Holdworth, l'avvocato, sono diventati buoni amici e un giorno lui le si dichiara. Quando la nonna arriva, vuole subito appurare se i suoi sospetti hanno un fondamento: mostra una foto alla ragazza che Maggie dichiara di riconoscere, rivelandosi così come un'impostora. La nonna però non riuscirà mai a smascherarla: dopo che le arriva un telegramma da Londra dove i gioiellieri ai quali ha mandato i suoi preziosi le dichiarano che le pietre sono tutte false, James - per non venire accusato - le propina un sovradosaggio della sua medicina, cosa che la conduce alla morte prima di poter rivelare all'avvocato l'inganno della falsa Clara. James non sfuggirà però alla legge e verrà arrestato dagli uomini di Scotland Yard.

## Produzione
Il film fu prodotto dalla Universal Film Manufacturing Company.

## Distribuzione
Distribuito dalla Universal Film Manufacturing Company, il film - un cortometraggio in tre bobine - uscì nelle sale statunitensi il 16 febbraio 1915.